# Turniej o Puchar Rybnickiego Okręgu Węglowego 1972
Puchar Rybnickiego Okręgu Węglowego 1972 – zawody żużlowe, mające na celu wyłonienie zwycięzcy turnieju o Puchar ROW. Zawody w 1972 roku wygrał Antoni Woryna.

## Finał
- Rybnik, 15 października 1972
- Sędzia:

| Msc. | Zawodnik            | Klub   | Pkt |             |  |
| ---- | ------------------- | ------ | --- | ----------- |  |
| 1    | Antoni Woryna       | Rybnik | 15  | (3,3,3,3,3) |  |
| 2    | Antoni Fojcik       | Rybnik | 13  | (2,3,2,3,3) |  |
| 3    | Grigorij Chłynowski | ZSRR   | 13  | (2,3,3,3,2) |  |
| 4    | Jerzy Gryt          | Rybnik | 12  | (3,3,3,2,1) |  |
| 5    | Władimir Kałmykow   | ZSRR   | 11  | (3,2,2,2,2) |  |
| 6    | Anatolij Kuźmin     | ZSRR   | 10  | (3,2,2,3,0) |  |
| 7    | Władimir Zapleczny  | ZSRR   | 9   | (2,1,1,2,3) |  |
| 8    | Andrzej Tkocz       | Rybnik | 8   | (1,2,1,1,3) |  |
| 9    | Henryk Goik         | Rybnik | 7   | (1,1,3,1,0) |  |
| 10   | Stanisław Skowron   | Opole  | 6   | (2,0,0,2,2) |  |
| 11   | Oleg Galiautdinow   | ZSRR   | 5   | (0,2,1,1,1) |  |
| 12   | Stanisław Tkocz     | Rybnik | 4   | (1,1,2,0,0) |  |
| 13   | Karol Peszke        | Rybnik | 3   | (0,1,1,0,1) |  |
| 14   | Michaił Gusiew      | ZSRR   | 2   | (0,0,0,0,2) |  |
| 15   | Joachim Hyla        | Opole  | 2   | (1,0,d,1,0) |  |
| 16   | Władimir Mazanow    | ZSRR   | 0   | (0,0,0,0,0) |  |